# Gibson Firebird

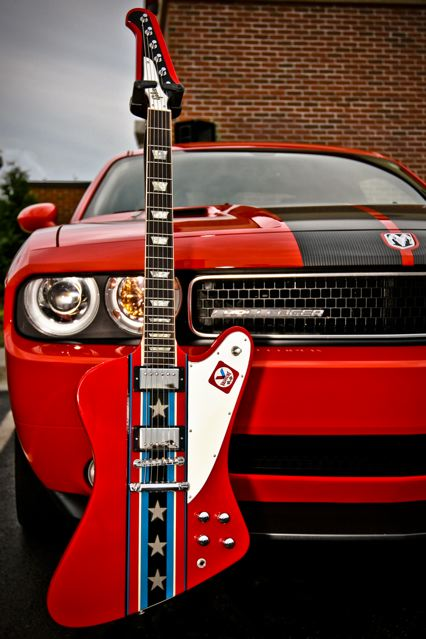
Een Gibson Firebird voor een Dodge Challenger

Een Gibson Firebird is een type elektrische gitaar dat werd geïntroduceerd door Gibson in 1963. De Firebird is ontworpen door auto-ontwerper Ray Dietrich en onderscheidt zich door zijn unieke, asymmetrische vorm die doet denken aan de staartvinnen van klassieke Amerikaanse auto's uit de jaren '50. Hier zijn enkele kenmerkende eigenschappen van de Gibson Firebird.
Hier is een lijst van enkele bekende gitaristen die een Gibson Firebird hebben gebruikt:
- Johnny Winter - Een van de meest beroemde gebruikers van de Firebird, bekend om zijn energieke blues- en rockoptredens.
- Allen Collins (Lynyrd Skynyrd) - Bekend van zijn werk in Lynyrd Skynyrd, met name op nummers als "Free Bird".
- Eric Clapton - Hoewel Clapton verschillende gitaren heeft bespeeld, gebruikte hij de Firebird in zijn tijd bij Cream.
- Brian Jones (The Rolling Stones) - Speelde een Firebird tijdens de midden jaren '60.
- Phil Manzanera (Roxy Music) - Gebruikte een Firebird tijdens zijn tijd met Roxy Music.
- Dave Grohl (Foo Fighters) - Heeft de Firebird gebruikt tijdens opnames en live optredens.
- Warren Haynes (Gov't Mule, The Allman Brothers Band) - Bekend om zijn veelzijdige gitaarspel, inclusief op de Firebird.
- Stephen Stills (Crosby, Stills, Nash & Young) - Gebruikte de Firebird in de vroege jaren '70.
- Gary Moore - De legendarische blues- en rockgitarist heeft ook de Firebird gebruikt in zijn carrière.
- Joe Perry (Aerosmith) - Bekend om zijn gebruik van verschillende gitaren, inclusief de Firebird.
- Paul Weller (The Jam, The Style Council) - Gebruikte de Firebird tijdens zijn tijd met The Jam.
- Cliff Williams (AC/DC) - Hoewel hij een bassist is, is hij gezien met een Firebird tijdens sommige opnamesessies.
- Chris Cornell (Soundgarden, Audioslave) - Gebruikte een Firebird tijdens zijn tijd met Audioslave.

OntwerpinspiratieHet ontwerp van de Firebird was geïnspireerd door de auto-industrie, vooral door de ontwerpen van auto's uit de jaren '50 en '60. Dit was in lijn met Gibson's poging om een meer moderne en onderscheidende look te creëren die hen zou onderscheiden van andere gitaarfabrikanten, zoals Fender.
Niet-omgekeerde modellenNaast de "reverse" Firebird, introduceerde Gibson later ook een "non-reverse" versie, waarbij de hoorns van de body meer in de stijl van traditionele gitaren waren en de headstock niet omgekeerd was. Deze versie werd geïntroduceerd in 1965, maar werd minder populair dan het originele ontwerp.
Varianten en heruitgavenIn de jaren '70, '80 en '90 bracht Gibson verschillende heruitgaven en varianten van de Firebird uit, waaronder modellen met verschillende configuraties van hardware en elektronica. Dit omvatte zowel limited editions als standaard productiemodellen.
Firebird StudioGibson introduceerde de Firebird Studio, een meer betaalbare en eenvoudigere versie van de Firebird, met enkele cutaway en standaard humbuckers in plaats van mini-humbuckers.
Veranderingen in materialenDoor de jaren heen heeft Gibson verschillende houtsoorten en materialen gebruikt voor de Firebird. Naast mahonie werden er soms esdoorn en andere houtsoorten gebruikt, afhankelijk van de specifieke serie en productieperiode.
Custom ShopDe Gibson Custom Shop heeft verschillende speciale edities van de Firebird geproduceerd, met high-end afwerkingen, aangepaste elektronica en unieke houtsoorten. Deze modellen zijn vaak gericht op verzamelaars en professionele muzikanten.
Firebird BassGibson produceerde ook een basgitaarvariant van de Firebird, genaamd de Thunderbird. De Thunderbird heeft veel van dezelfde ontwerpelementen als de Firebird, maar is aangepast voor gebruik als basgitaar.
Erkenning en cultuurDe Firebird is niet alleen geliefd vanwege zijn klank en speelbaarheid, maar is ook een cultureel icoon geworden. Het instrument verschijnt regelmatig in films, muziekvideo's en op albumhoezen, wat bijdraagt aan zijn legendarische status.
Kleuropties en afwerkingenDoor de jaren heen zijn Firebirds uitgebracht in verschillende kleuren en afwerkingen, van de klassieke sunburst en zwart tot unieke kleuren zoals Pelham Blue en Cardinal Red. Deze variëteit draagt bij aan de aantrekkingskracht van de gitaar onder muzikanten en verzamelaars.
Kenmerkende modellenGibson heeft ook kenmerkende Firebird-modellen uitgebracht voor specifieke artiesten. Deze modellen zijn vaak aangepast op basis van de voorkeuren van de betreffende artiest en kunnen unieke kenmerken en specificaties hebben.